# Cosmioconcha palmeri
Cosmioconcha palmeri är en snäckart som först beskrevs av Dall 1913.  Cosmioconcha palmeri ingår i släktet Cosmioconcha och familjen Columbellidae. Inga underarter finns listade i Catalogue of Life.